# Sonja Ferlov Mancoba
Sonja Ida Ferlov Mancoba (født Ferlov 1. november 1911 i København, død 17. december 1984 i Paris) var en dansk-fransk billedhugger. Hendes arbejde indbefatter malerier, collager, tegninger og skulpturer. Hun indledte sit liv som kunstner i midten af 1930'erne og fremstillede værker frem til sin død i 1984. Ferlov var medstifter af den surrealistiske kunstnersammenslutning linien og medlem af avantgardebevægelsen CoBrA.

## Tidligt liv

### 1911-1931: København og Charlottenlund
Sonja Ferlov bliver født i København den 1. november. Hun er datter af kontorist Minna Emilie Caroline Ferlov (født Osten 1883-1942) og parfumefabrikant Niels Ejnar Jørgensen Ferlov (1871-1934). Sonja har en ældre bror, Børge (født 1907). Ferlov vokser op i et velhavende, borgerligt hjem i Charlottenlund. I 1923 introduceres Sonja Ferlov for afrikansk kunst gennem forældrenes bekendte Carl Kjersmeier (1889–1961) og hans kone, Amalie Kjersmeier (1891-1967), der har en stor samling af afrikansk kunst. I 1930 bliver Ferlov nysproglig student fra Ordrup Gymnasium .

## Tidlig karriere

### 1931-1933: København
Sonja Ferlov starter på Kunsthåndværkerskolen i København, hvor hun går til undervisning hos Jacobine "Bizzie" Høyer. I denne periode møder hun bl.a. kunstnerne Ejler Bille (1910-2004), Vilhelm Bjerke-Petersen (1909-1957), Richard Mortensen (1910-1993) og Gertrud Hjorth (1913-2007), der bliver hendes kammerater. Ferlov, Bille og Mortensen kommer videre til Kunstakademiet i København og studerer hos bl.a. professor Aksel Jørgensen. Her møder de kunstneren Hans Øllgård (1911-1969). I disse år bliver Ferlov også venner med Birgitte "Pusser" Utzon-Frank (1916-2000).

### 1934-1935: København og Gudhjem
Sonja Ferlov, Richard Mortensen, Ejler Bille, Hans Øllgaard og Vilhelm Bjerke-Petersen danner den surrealistiske sammenslutning, linien (1934-39). De udgiver også tidsskriftet med samme navn, hvori den danske forfatter og maler Gustaf Munch-Petersens digt Det underste land, som Sonja Ferlov er meget optaget af, gengives. Sonja Ferlov bidrager til tidskriftet Linien bl.a. med en artikel om Carl Kjersmeiers samling af afrikansk kunst.
I løbet af disse år er Ferlov i Gudhjem af flere gange, hvor hun besøger vennerne Lisbeth og Gertrud Hjorth, der er keramikere. I sommeren 1935 er hun i Gudhjem sammen med kammeraterne Bille og Mortensen. De laver skulpturer af fundne grene og Sonja Ferlov skaber bl.a. Levende grene, som hun debuterer med på ”Efterårsmalerne af 1932” (Den surrealistiske udstilling) i Odense med. Samme år dør Ferlovs far.

### 1936: Rørvig og Paris
Ferlov tilbringer sommeren i Rørvig sammen med bl.a. Bille, Mortensen, Utzon-Frank og Øllgaard. Her laver Ferlov skulpturen Ugle, som bliver udstillet i gips på Kunstnernes Efterårsudstilling på Den Frie Udstillingsbygning i København. I efteråret rejser Ferlov som 25-årig til Paris, hvor hun bosætter sig. Hun besøger bl.a. kunstneren Joan Miró, som forærer hende en tegning.

### 1937-1938: Paris
Ferlov er indskrevet på Kunstakademiet i Paris frem til 1942. Hun anskaffer sig et atelier i rue du Moulin-Vert på Montparnasse og bliver her nabo og ven med kunstneren Alberto Giacometti. Ferlov udstiller på liniens internationale udstilling i København sammen med en række fremtrædende surrealister som fx Max Ernst og Yves Tanguy. Ferlov har sammen med sine kammerater inden da opsøgt mange af surrealisterne i Paris for at låne værker til udstillingen. 

## 2. Verdenskrig

### 1939: Paris og København
Allerede i Danmark er Ferlov interesseret i ikke-vestlig kunst, men denne interesse og viden udvikles i Paris, hvor hun sammen med Bille besøger det nyåbnede etnografiske museum Musée de l’Homme. Gennem sine danske venner møder hun den sydafrikanske kunstner Ernest Mancoba (1904-2002), der er flyttet til Paris for at studere på Ècole des Arts Décoratifs. Sonja Ferlov og Ernest Mancoba bliver kærester, og han får atelier i rue Hippolyte-Maindron i naboejendommen til hendes lejlighed og atelier. Da 2. Verdenskrig bryder ud i Frankrig i september, beslutter Ferlov og Mancoba at tage til Danmark, men da Ernest Mancoba ikke får indrejsevisum, må han blive tilbage.

### 1940-1946: Paris
Sonja Ferlov vender tilbage til Paris. Ernest Mancoba, der har britisk statsborgerskab, bliver interneret i en tysk krigsfangelejr, La Grande Caserne i St. Denis nord for Paris. Ferlov besøger Ernest Mancoba i lejren, når hun kan få adgang og i juni 1942 bliver de gift i La Grande Caserne. Sonja Ferlov hedder nu Ferlov Mancoba. Sonja Ferlov Mancobas mor dør i 1942.
Den 6. juni 1946 bliver Sonja Ferlov Mancoba og Ernest Mancoba forældre til deres eneste barn, Marc Mancoba, kaldet Wonga (1946-2015), der senere i livet selv bliver kunstner.

## Efterkrigstiden

### 1947-1952: Kattinge ved Roskilde
I 1947 flytter familien til Danmark og bor de følgende år i et bondehus i landsbyen Kattinge ved Roskilde. Sonja Ferlov Mancoba udstiller bl.a. på Høstudstillingen indtil den opløses i 1949, desuden har Sonja og Ernest i disse år kontakt med Cobragruppen og i 1950 udkommer en bog om Sonja Ferlov Mancoba med tekst af Christian Dotremont fra serien De frie kunstnere i Cobra Biblioteket, redigeret af Asger Jorn.

### 1952-1960: Oigny-en-Valois
Familien oplever intolerance i Danmark, og beslutter sig for at flytte tilbage til Frankrig og bosætter sig i landsbyen Oigny-en-Valois, ca. 80 km nordvest for Paris. Huset stilles til rådighed af deres nære venner, Marcelle Renée Clarisse Penso (1917-2006) og Joachim Penso (1909-1974). Sonja og Clarisse skriver sammen gennem alle årene, hvor familien bor i huset.

### 1961-1984: Paris
Hele familien Ferlov Mancoba får fransk statsborgerskab. De flytter i januar fra Oigny-en-Valois til rue du Chemin-de-Fer i Bondy, en forstad til Paris. I november flytter de igen, nu til et nedlagt butikslokale i 153, rue du Château på Montparnasse i Paris. Her begynder Ferlov Mancoba igen at arbejde med større skulpturer og det bliver hendes atelier og hjem frem til hendes død i 1984. Hun bliver medlem af Den Frie Udstilling og sender værker til Danmark og udstiller der med jævne mellemrum fra 1969-1985.

## Senere år
I 1977-1978 udstilles Sonja Ferlov Mancoba og Ernest Mancobas værker sammen i en retrospektiv udstilling på Kunstforeningen, København. Udstillingen vises herefter andre steder i Danmark samt i Stockholm, Helsinki og Oslo.

## Værker om Ferlov
I 1979 udgiver den danske kunsthistoriker Troels Andersen den første monografi om kunstneren med titlen Sonja Ferlov Mancoba.
Dokumentarfilmen Sonja Ferlov Mancoba - en dansk billedhugger i Paris optages i 1982 i Paris ved den danske instruktør Torben Glarbo. Filmen lanceres året efter.

## Død
I 1984 er Sonja Ferlov Mancoba syg af kræft og dør den 17. december på et hospital i Paris. Hun begraves på Assistens Kirkegård i København.

## Kunst

### Det globale udsyn
Mancoba havde en interesse for ikke-vestlige kulturer. Interessen opstod i 1920'erne, da Ferlov Mancoba som ung pige oplevede afrikansk kunst hos den danske samler Carl Kjersmeier. Hun fastholdt interessen livet igennem næret af samlivet med den sydafrikanske kunstner Ernest Mancoba.
Hun fandt især inspiration i kunst fra afrikanske kulturer, men også fra Ægypten, det ældste Grækenland og fra Indonesien, Mexico, Norden og andre egne og kulturer. Maske-motivet er et eksempel på Ferlov Mancobas arbejde med at bruge træk fra global kultur i sin egen kunst. For hende var der dog ikke kun tale om formmæssig inspiration. I de traditionelle, ikke-vestlige samfund fandt hun ting, der var resultatet af en fælles søgen efter spirituelt indhold.

### Værker
Ferlov Mancoba begyndte som maler, men det var skulpturen, som endte med at blive hendes primære kunstform. Ind imellem tegnede hun for at fastholde rytmen og udfylde pauserne i arbejdet med skulpturerne. Af ler og gips byggede hun halvabstrakte væsener, vogterfigurer og masker. Nogle blev med tiden støbt i bronze, men mange nåede aldrig så langt, fordi Ferlov Mancoba kasserede dem, hvis hun ikke var tilfreds. Hun var skånselsløs i sin selvkritik. Et tidligt hovedværk endte i Birkerød sø, fordi det med hendes egne ord ikke ville ”makke ret”. Hun engagerede sig nødigt i det kommercielle kunstmarked og solgte kun få af sine arbejder med stor fattigdom til følge.
Sonja Ferlov Mancoba er repræsenteret i følgende samlinger:
- ARoS
- Holstebro Kunstmuseum
- Den Kongelige Kobberstiksamling
- Louisiana
- Brandts - Museum for Kunst & Visuel Kultur
- Moderna Museet
- Museum Jorn
- Silkeborg
- Statens Museum for Kunst